# Thinley Dorji
Thinley Dorji (* 20. November 1950) ist ein bhutanischer Bogenschütze.
Dorji, 1,80 m groß und 70 kg schwer, nahm an den Olympischen Spielen 1988 in Seoul teil, wo er den 73. Rang belegte. Mit der Mannschaft wurde er 22. und somit Letztplatzierter. Bereits 1984 war er am Start und hatte im Einzelwettkampf den 53. Platz erreicht.
Noch 2015 war Dorji aktiv.